# United-Airlines-Flug 93

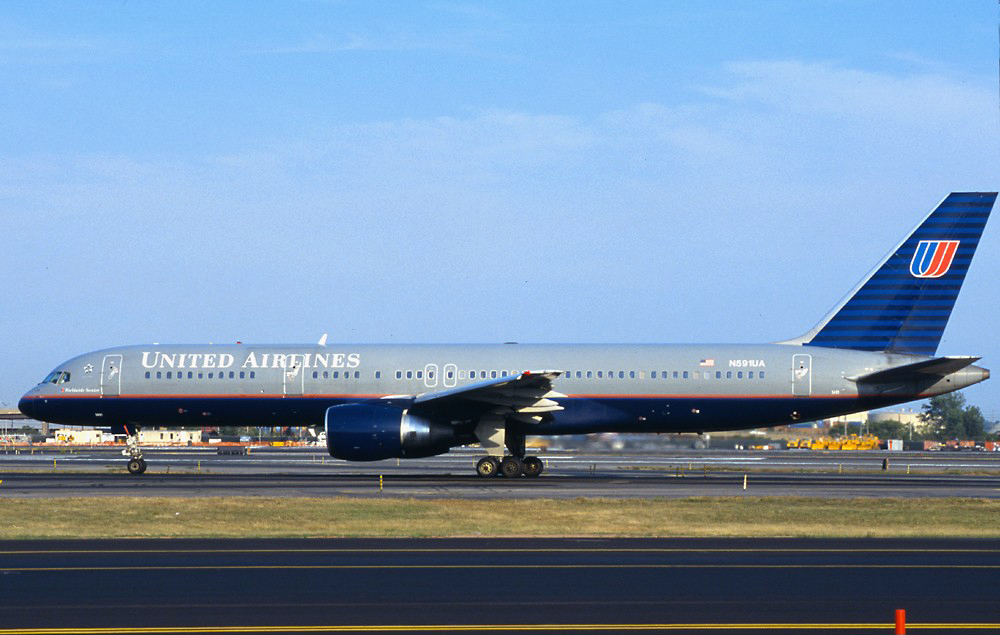
Boeing 757-200, N591UA, die Unfallmaschine am 8. September 2001

United-Airlines-Flug 93 (Flugnummer: UA93 bzw. UAL93) war ein Linienflug der US-Fluggesellschaft United Airlines, der planmäßig von Newark nahe New York nach San Francisco führen sollte. Am 11. September 2001 wurde  die Passagiermaschine des Typs Boeing 757-222 von vier Mitgliedern des  islamistischen Terrornetzwerks Al-Qaida als letztes von vier Flugzeugen im Rahmen der Terroranschläge am 11. September 2001 entführt.
Entgegen den Planungen der Entführer stürzte das Flugzeug im Zuge einer Revolte der Passagiere um etwa 10:03 Uhr Ortszeit auf einem Feld in der Nähe von Shanksville, Pennsylvania ab. Bei dem Absturz starben alle 44 Menschen an Bord. United-Airlines-Flug 93 war der einzige Flug, der nicht das von den Terroristen anvisierte Ziel erreichte. Zur Erinnerung an die Opfer wurde in der Nähe der Absturzstelle das Flight 93 National Memorial errichtet.

## Zeitlicher Überblick

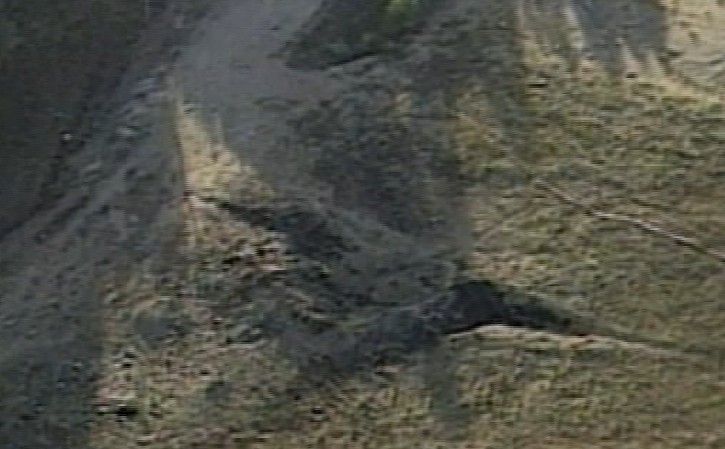
Absturzstelle von United-Airlines-Flug 93

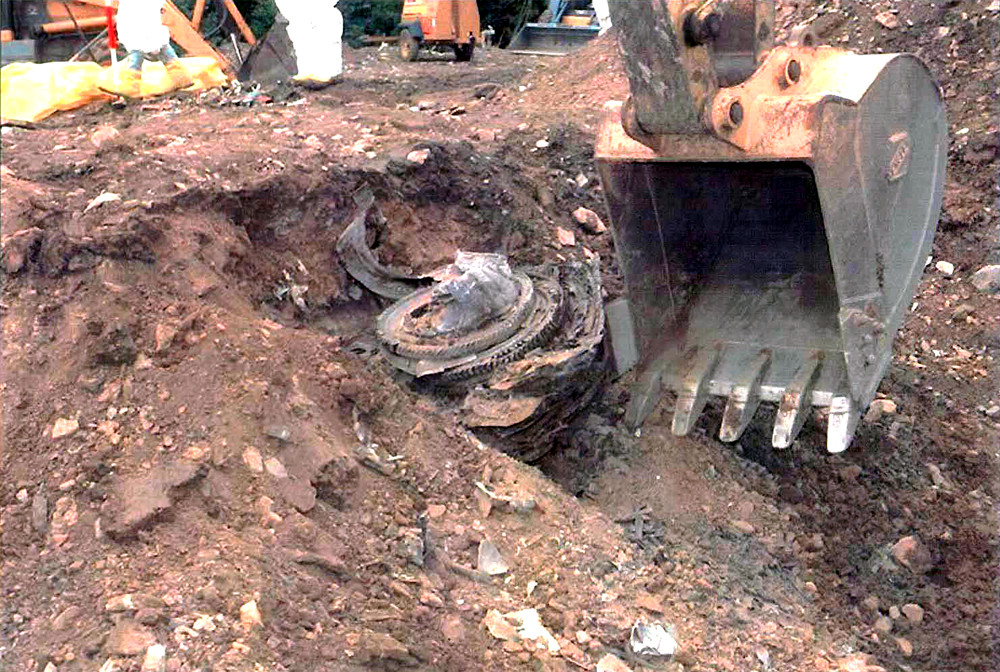
Ein Triebwerk wird ausgegraben (2001)

Gemäß dem 9/11 Commission Report bildeten der Flugkapitän Jason Dahl, sein Erster Offizier LeRoy Homer, Jr., die Flugbegleiterinnen (Flight attendants) Lorraine Bay, Sandra Bradshaw, Wanda Green, CeeCee Lyles und Deborah Welsh die siebenköpfige Crew. Eingecheckt hatten 37 Passagiere. Planmäßige Abflugszeit war 8:00 Uhr (Ortszeit) am Newark International Airport in Newark, New Jersey. Ziel des Fluges war der San Francisco International Airport. Tatsächlicher Abflug war um 8:42 Uhr.
Um 9:24 Uhr wurden die Piloten von einem Dispatcher gewarnt: Beware any cockpit intrusion – two a/c [aircraft] hit World Trade Center (deutsch: „Vorsicht vor Eindringlingen ins Cockpit. Zwei Flugzeuge sind im World Trade Center eingeschlagen.“). Um 9:26 Uhr baten die Piloten um Bestätigung der Nachricht.
Um 9:28 Uhr hörte die Flugverkehrskontrolle in Cleveland Hilferufe der Piloten und Geschrei der Attentäter aus dem Cockpit ab. 40 Sekunden später waren weitere Schreie und Hilferufe zu hören. In dieser Zeitspanne sank das Flugzeug um 700 Fuß (200 m). Um 9:32 Uhr informierte ein Mann mit arabischem Akzent, vielleicht Ziad Jarrah, die Flugsicherung (eventuell unbeabsichtigt): Ladies and gentlemen: Here the captain, please sit down keep remaining seating. We have a bomb on board. So sit. (deutsch: „Meine Damen und Herren, hier [spricht] der Kapitän. Bitte setzen Sie sich und bleiben Sie sitzen. Wir haben eine Bombe an Bord. Also setzen.“) Danach änderte sich die Flugrichtung, und das Flugzeug flog in niedriger Höhe ostwärts in Richtung Washington.
Um 9:39 Uhr hörte der Fluglotse Jarrah (?) sagen: Ah. Here’s the captain; I would like to tell you all to remain seated. We have a bomb aboard, and we are going back to the airport, and we have our demands. So please remain quiet. (deutsch: „Äh, hier ist der Kapitän. Ich möchte Ihnen allen sagen: bleiben Sie sitzen. Wir haben eine Bombe an Bord und fliegen zurück zum Flughafen, und wir haben unsere Forderungen. Also bleiben Sie bitte ruhig.“) Danach gab es keinen Funkkontakt mehr.
Um 10:03 Uhr oder kurz danach stürzte die Maschine nahe Shanksville im Bundesstaat Pennsylvania auf das Gelände einer verlassenen Kohlengrube. Dabei kamen alle 44 Personen an Bord (33 Passagiere, sieben Besatzungsmitglieder und vier Entführer) ums Leben. Von einigen Quellen wird die Zahl der Opfer mit 45 angegeben, da sie das ungeborene Baby der 38-jährigen Lauren Grandcolas mitzählen, die im dritten Monat schwanger war. Bei der Absturzstelle im Somerset County konnte laut der 9/11-Kommission eine teilweise verbrannte Kopie des US-Visums des Entführers Ziad Jarrah geborgen werden.
Es ist unbekannt, welches Ziel die Terroristen ansteuern wollten. Kommunikation zwischen Mohammed Atta und Ramzi Binalshibh zwei Tage zuvor deutet darauf hin, dass das Weiße Haus und als Ausweichziel das Kapitol angegriffen werden sollten.
Laut der 9/11-Kommission hätte das Flugzeug Washington D.C. gegen 10:15 Uhr erreicht, 12 Minuten nach dem Absturz. Bereits um 10:07 Uhr erreichten Kampfjets die Hauptstadt, allerdings ohne vom Absturz erfahren zu haben.

## Vorkommnisse an Bord
Ab 9:32 Uhr führten mehrere Passagiere und Flugbegleiter Telefongespräche mit Angehörigen und Notrufeinrichtungen. Auf diese Weise erfuhren sie von den Anschlägen auf das World Trade Center. Aus den Gesprächen lässt sich rekonstruieren, dass die Passagiere einen Angriff auf die Entführer begannen, weil sie annehmen mussten, dass der Tod unausweichlich war. Die Terroristen im Cockpit flogen daraufhin Rollbewegungen sowie Nickbewegungen, um die Passagiere bei ihrem Vorhaben zu stören. Die Aufzeichnungen des Voice Recorders lassen nicht den Schluss zu, dass es diesen gelang, das Cockpit zu stürmen. Vielmehr ist anzunehmen, dass die Terroristen das Flugzeug abstürzen ließen, weil sie einsahen, dass die Erreichung ihres Ziels nicht mehr realistisch war.

## Abweichende Darstellungen
Eine häufige Fehlannahme geht davon aus, dass die Maschine von der United States Air Force abgeschossen worden sei. Das wurde anfangs auch fälschlicherweise von vielen Nachrichtenmagazinen so bekanntgegeben. Zum Beispiel der deutsche private Fernsehsender Sat.1 berichtete am 12. September 2001 um 5:51 Uhr zu diesem Flugzeug Folgendes: „Amerikanische Kampfflugzeuge nehmen die Maschine ins Visier. Ein Passagier, eingeschlossen in der Toilette hatte angerufen <Wir sind entführt worden! Wir sitzen in einer riesigen fliegenden Bombe fest.> Die US-Kampfpiloten sind gezwungen, die eigenen Bürger über Pittsburgh abzuschießen.“ Eine Quelle der Information nennt der Sender nicht. Tatsächlich waren zwei F-16 zu diesem Zwecke aufgestiegen; da jedoch keine Zeit blieb, sie zu bewaffnen, hätten sie Flug 93 nur als „Kamikaze“-Selbstopfer stoppen können. Dazu kam es nicht mehr, weil das Flugzeug infolge des Kampfes an Bord schon vorher abstürzte. Ein Abschuss konnte auch durch Analyse des Wracks ausgeschlossen werden, weil außerhalb der Absturzstelle keine Überreste des Flugzeugs gefunden wurden. Es wurden nur Papiere gefunden, die von der Explosion und der aufsteigenden heißen Luft mitgerissen und vom Wind bis zu drei Kilometer weit bis in die Gemeinde Indian Lake geweht wurden.
Daneben gibt es eine Reihe von Verschwörungstheorien.

## Gedenkstätte

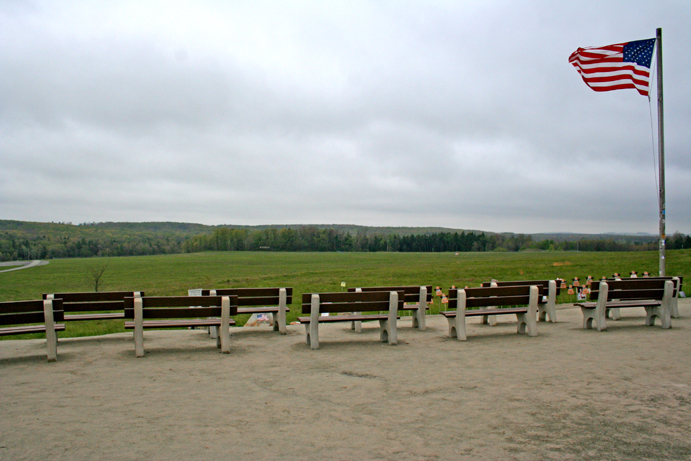
Die vorläufige Gedenkstätte in Stonycreek Township, PA (2006)

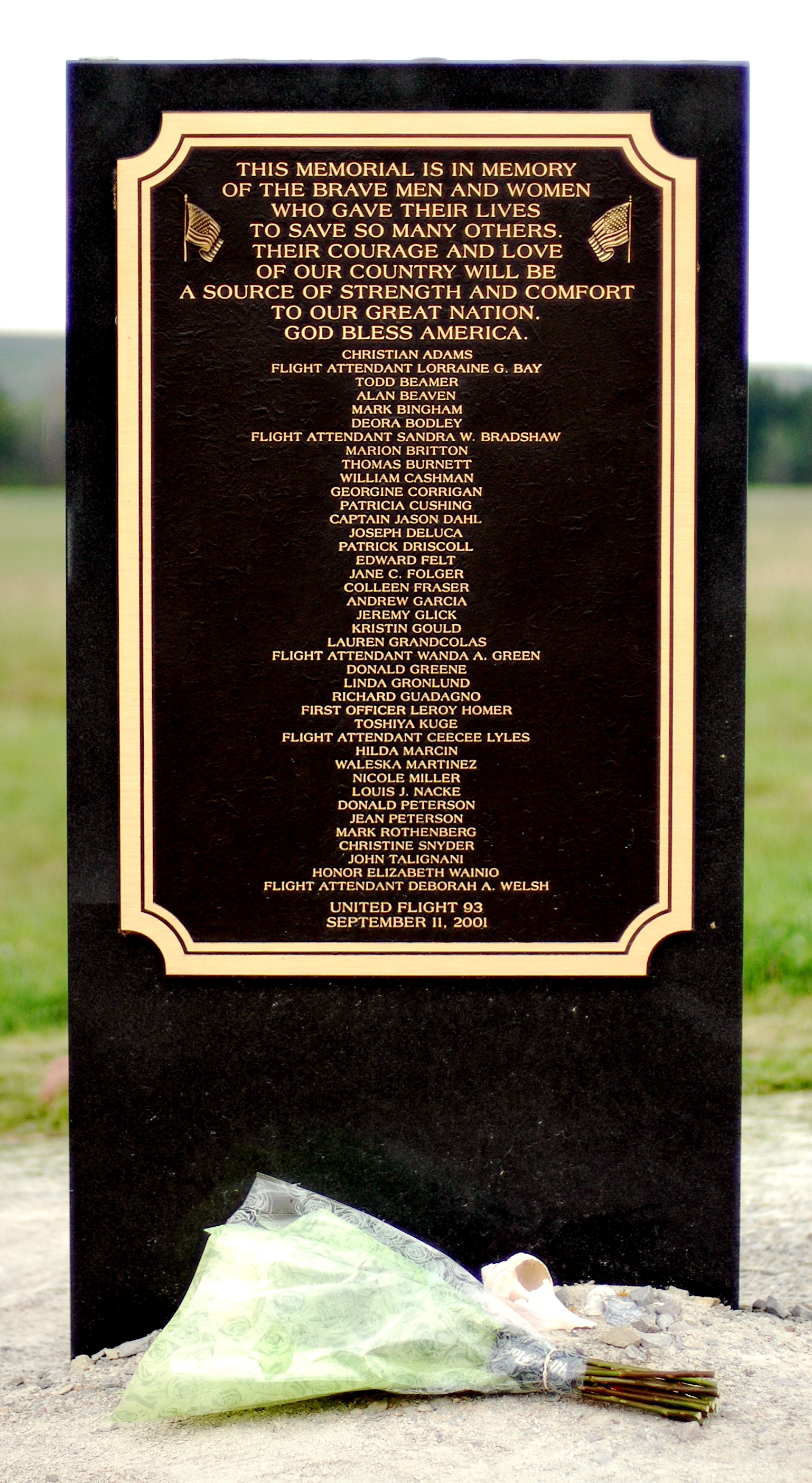
Gedenkstein für die Opfer des Flugs (ca. 2007)

An die Opfer erinnerte vor Ort ein vorläufiges Denkmal, bis die nationale Gedenkstätte errichtet worden war. Die Absturzstelle selbst ist für die Allgemeinheit nicht zugänglich. Das Mahnmal wurde am 10. September 2011 in Anwesenheit der ehemaligen US-Präsidenten Bill Clinton und George W. Bush sowie des damaligen Amtsinhabers Barack Obama eingeweiht.

## Nationalitäten der Opfer im Flugzeug

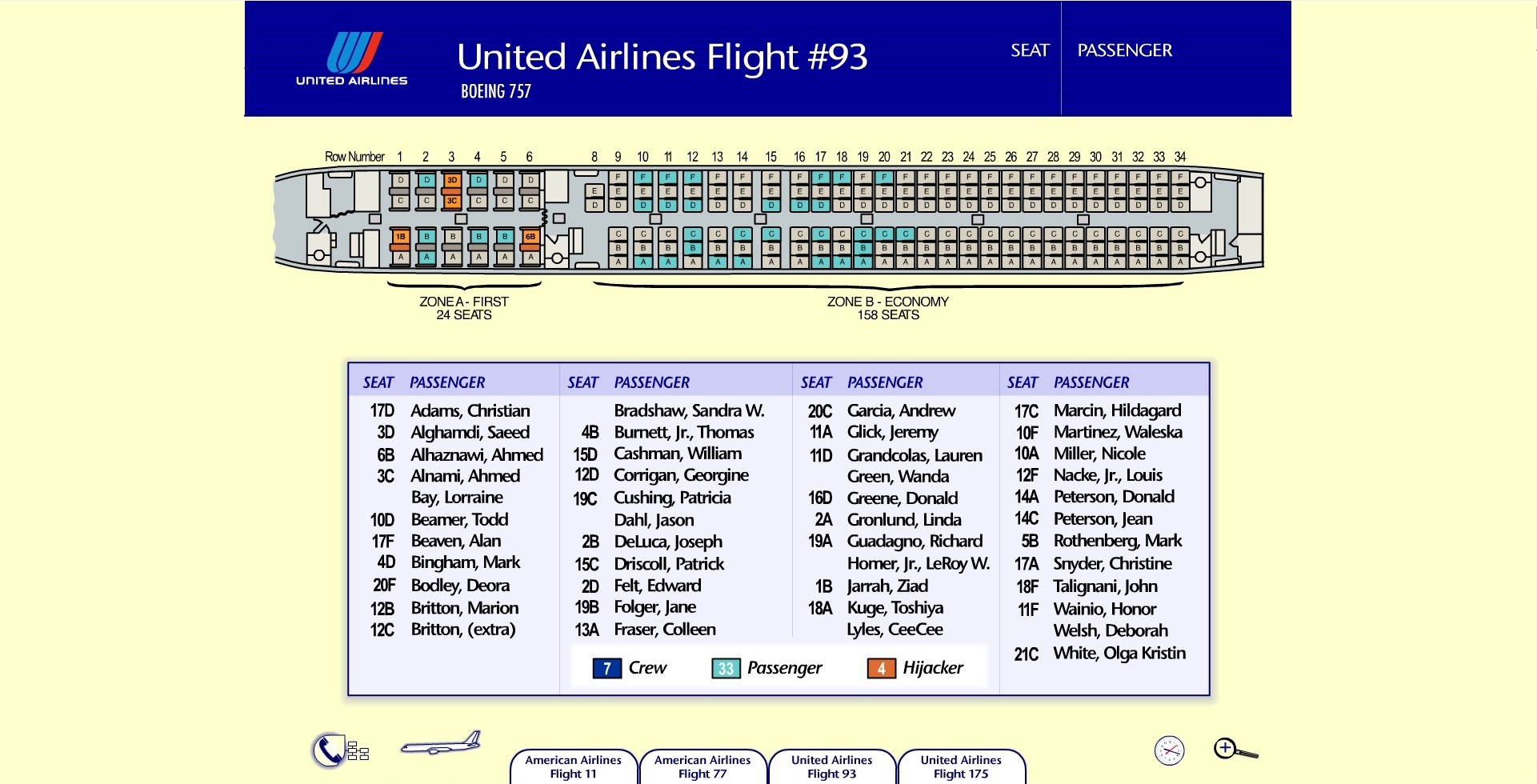
Passagierliste des Fluges

Die Nationalität der 33 Passagiere (ohne Entführer) und 7 Besatzungsmitglieder umfasste vier verschiedene Länder. Unter den Opfern befand sich ein 37-jähriger Geschäftsmann aus Rheinland-Pfalz, der auf dem Weg von New York zu einer Weinmesse in Kalifornien war.
| Nationalität       | Passagiere | Besatzung | Gesamt |
| ------------------ | ---------- | --------- | ------ |
| Vereinigte Staaten | 30         | 7         | 37     |
| Deutschland        | 1          | –         | 1      |
| Japan              | 1          | –         | 1      |
| Neuseeland         | 1          | –         | 1      |
| Gesamt             | 33         | 7         | 40     |

## Darstellung in Filmen
- 2006: Flug 93 (United 93) – Buch und Regie: Paul Greengrass
- 2006: Flight 93 – Todesflug am 11. September (Flight 93) – Regie: Peter Markle, Buch: Nevin Schreiner
- 2008: Flug 93 – Die Dokumentation. Von Carl-Ludwig Paeschke, Uli Weidenbach.